# Admontia maculisquama
Admontia maculisquama is een vliegensoort uit de familie van de sluipvliegen (Tachinidae). De wetenschappelijke naam van de soort is voor het eerst geldig gepubliceerd in 1859 door Johan Wilhelm Zetterstedt.